# ییکا د آمونت
ییکا د آمونت (به اسپانیایی: Lliçà d'Amunt) یک شهرستان در اسپانیا است که در بارسلون واقع شده‌است.

## خصوصیات
ییکا د آمونت ۲۲٫۳ کیلومترمربع مساحت و ۱۳٬۴۹۱ نفر جمعیت دارد و ۱۴۵ متر بالاتر از سطح دریا واقع شده‌است.